# Municipio de Canaan (Iowa)
El municipio de Canaan (en inglés: Canaan Township) es un municipio ubicado en el condado de Henry en el estado estadounidense de Iowa. En el año 2010 tenía una población de 366 habitantes y una densidad poblacional de 3,88 personas por km².

## Geografía
El municipio de Canaan se encuentra ubicado en las coordenadas 41°1′52″N 91°25′44″O / 41.03111, -91.42889. Según la Oficina del Censo de los Estados Unidos, el municipio tiene una superficie total de 94.27 km², de la cual 94,27 km² corresponden a tierra firme y (0 %) 0 km² es agua.

## Demografía
Según el censo de 2010, había 366 personas residiendo en el municipio de Canaan. La densidad de población era de 3,88 hab./km². De los 366 habitantes, el municipio de Canaan estaba compuesto por el 97,81 % blancos, el 1,64 % eran asiáticos y el 0,55 % eran de una mezcla de razas. Del total de la población el 1,64 % eran hispanos o latinos de cualquier raza.